# Conseil européen des 10 et 11 mars 1975
Le  Conseil européen des 10 et 11 mars 1975 est la première réunion du Conseil européen.

## Contexte
À la suite des conclusions du Sommet de Paris des 9 et 10 décembre 1974, les chefs d’État et de gouvernement se sont réunis pour la première fois le 10 et le 11 mars 1975 en tant que « Conseil européen ».

## Sources

## Compléments